# Albuzzano
Albuzzano (Albusàn in dialetto pavese, IPA: /albuˈsən/) è un comune italiano di 3 650 abitanti della provincia di Pavia in Lombardia. Si trova nel Pavese orientale, alla destra dell'Olona.

## Storia
Albuzzano compare nel XII secolo come Albuciano. Apparteneva alla Campagna Sottana di Pavia, e nell'alto medioevo era infeudato al monastero di San Salvatore di Pavia. Nel XIV secolo divenne signoria dei Beccaria di Pavia, e nel 1431 fu infeudato ai Barbiano, nell'ambito della Contea e poi Principato di Belgioioso, di cui fece parte fino alla fine del feudalesimo (1797).
Nel XVIII secolo vennero aggregati ad Albuzzano i piccoli comuni di Alperolo e Torre d'Astari, che in precedenza non appartenevano al feudo di Albuzzano. Nel 1872 vennero poi uniti ad Albuzzano i comuni di Barona e Vigalfo.
- Barona (CC A690) è noto fin dal XII secolo, nel XV era detto Cassina Montis Baroni, e apparteneva alla Campagna Sottana pavese; dal 1431 appartenne ai Barbiano nell'ambito del feudo di Belgioioso. Nel XVIII secolo gli fu aggregato il comune di Cassina de Mensi. Nel 1872 fu aggregato ad Albuzzano.
- Vigalfo (CC L862), noto fin dal XII secolo, apparteneva alla Campagna Sottana pavese. Dal 1431 appartenne ai Barbiano nell'ambito del feudo di Belgioioso. Nel 1872 fu aggregato ad Albuzzano.

### Simboli
Lo stemma e il gonfalone sono stati concessi con decreto del presidente della Repubblica del 24 ottobre 1963.
Il gonfalone è un drappo di azzurro.

## Società

### Evoluzione demografica
- 300 ab. nel 1576
- 546 ab. nel 1751
- 1.003 ab. nel 1780
- 998 ab. nel 1805
- 1.058 ab. nel 1807
- 1.200 ab. nel 1822
- 1.350 ab. nel 1853
- 1.483 ab. nel 1859[7]

Abitanti censiti

## Amministrazione
| Periodo        | Periodo        | Primo cittadino   | Partito                           | Carica  | Note |
| -------------- | -------------- | ----------------- | --------------------------------- | ------- | ---- |
| 14 giugno 2004 | 24 maggio 2014 | Margherita Canini | lista civica                      | Sindaco |      |
| 25 maggio 2014 | in carica      | Marco Tombola     | Lega Nord eletto con lista civica | Sindaco |      |